# Dichaetophora sinensis
Dichaetophora sinensis är en tvåvingeart som beskrevs av Hu och Masanori Joseph Toda 2005. Dichaetophora sinensis ingår i släktet Dichaetophora och familjen daggflugor. Inga underarter finns listade i Catalogue of Life.